# NGC 5356
NGC 5356 is een balkspiraalstelsel in het sterrenbeeld Maagd. Het hemelobject werd op 2 februari 1786 ontdekt door de Duits-Britse astronoom William Herschel.

## Synoniemen
- UGC 8831
- MCG 1-35-52
- ZWG 46.1
- IRAS 13524+0534
- PGC 49468